# Корсунь-Шевченковский район
Ко́рсунь-Шевче́нковский райо́н (укр. Корсунь-Шевченківський район) — упразднённая административная единица на севере Черкасской области Украины.
Административный центр — город Корсунь-Шевченковский.

## География
Площадь — 892 км².

## История
- 7 марта 1923 года образован Корсунский район в составе Корсунского округа Киевской губернии.
- 3 мая 1944 года переименован в Корсунь-Шевченковский район.
- 7 января 1954 года включён в состав Черкасской области.
- 17 июля 2020 года в результате административно-территориальной реформы район вошёл в состав Звенигородского района[2].

## Демография
Население района составляет 50 тыс. человек (данные 2005 г.), в том числе в городских условиях проживают около 23 тыс. Всего насчитывается 54 населенных пункта.

## Административное устройство
Количество советов:
- городских — 1
- поселковых — 1
- сельских — 23

Количество населённых пунктов:
- городов районного значения — 1
- посёлков городского типа — 1
- сёл — 47
- посёлков сельского типа — 5

## Населённые пункты
- 47 сёл: Бровахи • Буда-Броваховская • Выграев • Гарбузин • Глушки • Гута-Селицкая • Гута-Стеблевская • Дацки • Деренковец • Драбовка • Завадовка • Заречье • Карашина • Квитки • Кичинцы • Комаровка • Корниловка • Кошмак • Листвина • Мирополье • Мирошниковка • Моринцы • Набутов • Нетеребка • Нехворощ • Николаевка • Новая Буда • Ольховчик • Паськов • Переможинцы • Петрушки • Пешки • Прутильцы • Самородня • Сахновка • Селище • Сидоровка • Ситники • Склименцы • Скрипчинцы • Сотники • Сухины • Тараща • Хильки • Черепин • Шендеровка • Яблоновка
- 1 город районного значения: Корсунь-Шевченковский
- 1 посёлок городского типа: Стеблев
- 5 посёлков: Берлютино • Зелёная Диброва • Сахновское • Хлеровка • Червоное

## Археология
В районе в урочище Девич-Гора на высоте 100 м над поймой левого берега реки Рось находится комплекс археологических памятников Сахновка. На городище Девица выявлены следы разгрома в 1240 году. Культурный слой городища насыщен древнерусской гончарной керамикой XII−XIII веков, железными предметами, серебряными, бронзовыми, стеклянными украшениями. На городище найдено несколько кладов с дорогой утварью, в том числе, золотая диадема (см. Сахновский клад).